# 地方行政緊急措置要綱

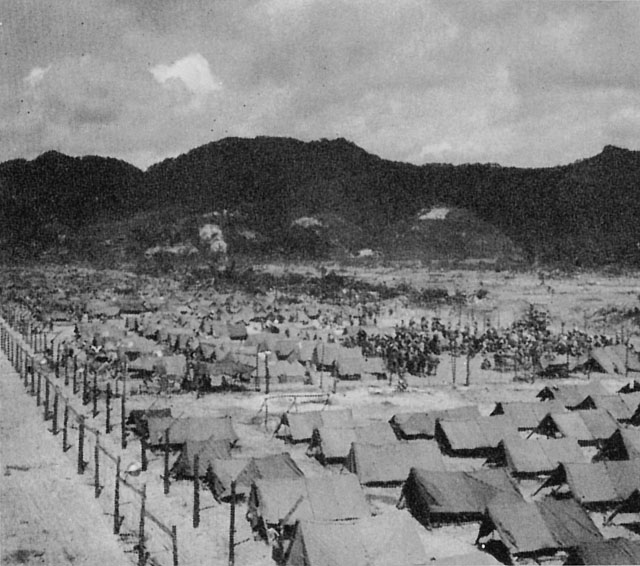
沖縄における収容所

地方行政緊急措置要綱（ちほうぎょうせいきんきゅうそちようこう）とは、沖縄本島を占領した米軍政府の諮詢機関だった沖縄諮詢会が1945年9月に発表した、地方行政組織に関する要綱である。これまで、沖縄戦により沖縄本島の行政機構が消滅し、生き残った住民は米軍によって設置された収容所に収容されてきたが、この要綱では住民の収容所を「市」とし、「市長」「市議会議員」を置くというものであった。これに基づき1945年9月20日に市議会議員の選挙を、9月25日に市長選挙が行われた。その後、旧市町村への移動が許可されたため、これらの「市」の人口が激変し、1945年末までに石川市を除き廃止された。

## 地方行政緊急措置要綱に基づく「市」一覧
- 糸満市：現・糸満市
- 知念市：現・南城市
- 胡差（こざ）市：現・沖縄市
- 前原市：現・うるま市
- 平安座（へんざ）市：現・うるま市
- 石川市：現・うるま市
- 漢那（かんな）市：現・宜野座村
- 宜野座（ぎのざ）市：現・宜野座村
- 古知屋（こちや）市：現・名護市
- 久志（くし）市：現・名護市
- 辺土名（へんとな）市：現・国頭村
- 田井等（たいら）市：現・名護市
- 瀬嵩（せだけ）市：現・名護市
- 福山市：現・宜野座村
- 惣慶市：現・宜野座村
- 高松市：現・名護市